# Секей, Арнольд
А́рнольд Се́кей (венг. Székely Arnold; 6 ноября 1874, Будапешт — 24 сентября 1958, Монреаль) — венгерский пианист и музыкальный педагог.
С 1898 г. учился в Будапештской музыкальной академии у Иштвана Томана и Кальмана Чована. По окончании академии совершенствовался в Берлине у Ферруччо Бузони (1903). Как исполнитель был одним из ранних популяризаторов музыки Белы Бартока; премьерное исполнение op.6 (Вальс) Бартока осуществлено А.Секеем в декабре 1908 г.
Известен преимущественно педагогической деятельностью. В 1907—1939 гг. преподавал в Музыкальной академии Ференца Листа в Будапеште. Среди его многочисленных учеников — Георг Шолти, Луис Кентнер, Анни Фишер, Лили Краус, Луиза Майснер, Антал Дорати, Эдит Фарнади, Пал Кадоша, Йожеф Гат, Эрвин Ньиредьхази и другие. В 1940-е годы преподавал в музыкальной школе Фодора.
В 1948 г. эмигрировал в Париж, с 1951 г. жил в Канаде.